# Poprečno-prugasti mišić
Poprečno-prugasti mišići ili skeletni mišići (lat. textus muscularis striatus) čine najveći dio mase ljudskog tijela (oko 40%). Izgrađuju: mišiće trupa,  mišiće gornjih i donjih udova, lice, vrat, jezik, nepce, ždrijelo, grkljan, dijafragmu, većinu jednjaka, mokraćne cijevi itd.
Ti su mišići aktivni dio lokomotornog sustava i odgovorni su za kretanje, održavanje položaja tijela, fiksiranje zgloba, izraze lica, govor, gutanje, disanje i druge vitalne funkcije tijela.
Skeletno mišićno tkivo specijalizirano je za kratkotrajne jake kontrakcije, a prožimaju ga motorna i osjetilna vlakna cerebrospinalnih živaca, što znači da je pod kontrolom volje (s iznimkom jednjaka i dijafragme).

## Građa
Poprečno-prugasti mišići grade dugačke i relativno tanke cilindrične stanice (lat. myocytus striatus), koje se nazivaju i mišićnim vlaknima. Vlakna su postavljena paralelno i okružena slojem rastresitoga veziva, koji se naziva "endomizij". Veliki broj vlakana spaja se i tvori snop (lat. fasciculi) koga okružuje omotač "perimizijum". Na kraju, ti snopovi tvore mišić i okruženi su drugim omotačem od gustog vezivnog tkiva, koji se naziva »epimizij«. Kroz ove omotače prolaze krvne žile i živci, koji se granaju i dopiru do svakog pojedinog vlakna.
Mišićne stanice (miociti) dugačke su 1 mm do 12 cm i imaju promjer 10 – 100 µm. Na poprečnom presjeku su ovalnoga ili poligonalnoga oblika. Kod kraćih mišića, stanice se protežu cijelom dužinom, a u slučaju dugih mišića prekidaju se i idu u vezivno tkivo.
Citoplazma miocita sadrži brojne jajolike jezgre, veliki broj organela i mišićna vlakna (lat. miofibrile), koja zauzimaju većinu volumena stanice. Jedna od glavnih mikroskopskih karakteristika ovih mišića je ispruganost u poprečnom smjeru, koji je posljedica strukture miofibrila u kojima se izmjenjuju svijetle (izotropne) i tamne (anizotropne) pruge. Taj je fenomen prvi primijetio Levenhook 1685. godine.
Miofibril je posebno diferencirani, kontraktilni dio citoplazme i osnovna je funkcionalna jedinica mišićne stanice. Ima končastu strukturu i promjer 1 – 2 µm. Mišićna vlakna postavljena su paralelno s duljom osi stanice i pokazuju sklonost grupiranju u snopove, koji se nazivaju Conheimova polja. Oko 1500 miozinskih (debelih) i 3000 aktinskih (tankih) niti sudjeluju u izgradnji miofibrila. To su velike polimerizirane proteinske molekule.
Aktinski i miozinski filamenti djelomično se preklapaju i tako uzrokuju poprečnu ispruganost. Svijetle pruge sadrže samo aktinske niti i zovu se I-pruge jer su izotropne za polariziranu svjetlost. Tamne pruge sadrže krajeve miozina i aktinske niti. Nazivaju se A-prugama, jer su anizotropne za polariziranu svjetlost. U sredini tamne pruge nalazi se H-traka (Hensenova membrana) koja sadrži samo debele niti. Krajevi aktinskih niti pričvršćeni su za tzv. Z-disk, a dio miofibrila (ili cijelo mišićno vlakno) koji leži između dva Z-diska naziva se »sarkomera«.

## Podjela
Na temelju histokemijskih i funkcionalnih svojstava, skeletni miociti dijele se na: crvene, bijele i intermedijerne stanice.
Crvena ili aerobna vlakna sadrže velike količine mioglobina i citokroma, koji im daju tamnocrvenu boju i mnoštvo mitohondrija. Oni su sposobni za relativno duge i jake, ali spore kontrakcije. Uglavnom se nalaze u mišićima trupa.
Bijela ili anaerobna vlakna sadrže puno glikogena i glikoliznih enzima. Brzo se skupljaju, ali podliježu lakom umoru. Nalaze se u vanjskim mišićima oka, bicepsa, tricepsa itd.
Prema svojim svojstvima, srednje mišićne stanice nalaze se između prethodne dvije skupine stanica.
Satelitske mišićne stanice pripadaju mioblastima. To su male ravne stanice, koje predstavljaju matičnu populaciju skeletnog mišića i omogućavaju njegovu regeneraciju.